# Putnam County (Tennessee)
Putnam County je okres amerického státu Tennessee založený v roce 1854. Správním střediskem je město Cookeville. Pojmenovaný je podle účastníka francouzsko-indiánské války a americké války za nezávislost generála Israela Putnama.

## Sousední okresy
| Růžice kompasu | Jackson County | Overton County            | Fentress County   | Růžice kompasu |
| Růžice kompasu | Smith County   | Sever                     | Cumberland County | Růžice kompasu |
| Růžice kompasu | Smith County   | Putnam County (Tennessee) | Cumberland County | Růžice kompasu |
| Růžice kompasu | Smith County   | Jih                       | Cumberland County | Růžice kompasu |
| Růžice kompasu | DeKalb County  | White County              |                   | Růžice kompasu |